# 아마노이
아마노이(Amanoi)는 베트남 닌투언성에 위치한 아만 리조트의 국제그룹에 속하는 5성급 프랜차이즈 호텔이다. 2013년 9월 문을 열었고, 전 세계에 문을 연 아만의 26번째 부동산이자 베트남에서 첫 번째 부동산이었다.

## 지리
아마노이는 독특한 바위 형태, 해양 보호구역, 모래 언덕 근처에 있는 빈빈히(빈히만)와 누이쭈아 국립공원 사이에 위치해 있다. 이 리조트는 깜라인 국제공항에서 남쪽으로 55km 떨어진 냐짱 남쪽 해안선에 위치해 있다.

## 건축과 편의 시실
0.4 ㎢에 달하는 호화 호텔 시설은 쿠알라룸푸르에 본사를 둔 데니스톤 건축가의 장 미첼 가시에 의해 지어졌다. 이 호텔은 베트남의 전통적인 공동 회관에서 영감을 얻어 센트럴 파빌리온을 포함한다. 수영장이 두 개 있는데, 중앙관 옆 클리프 풀장과 비치 클럽에 한 개 있다.
아마노이에는 31개의 빌라가 있다. 또한 요리사가 거주하는 5개의 빌라를 포함하고 있으며, 이 빌라는 베트남의 전통적인 마을 주택처럼 보이게 만들어진 독립된 건물이다.
리조트의 일부인 아만 스파는 국립공원 언덕에 둘러싸여 있다.

## 수상
아마노이는 다음과 같은 다양한 호텔업계 상을 수상했다.
- Conde Nast Traveler - 2014 핫 리스트[2]
- Travel + Leisure - It List: The Best New Hotels 2014[7]
- 트래블 + 레저 - 목록: 최고의 새 호텔 2014[7]
- 하퍼스 바자 싱가포르  Sp 스파 어워드 2014[8]
- 앤드류 하퍼 – 그랜드 어워즈 2015[9]
- 월드 트래블 어워즈 - 아시아 리딩 부티크 리조트 2016[10]